# Alex Reid (Schauspielerin)
Alex Reid (* 23. Dezember 1980 in Penzance, Cornwall) ist eine britische Schauspielerin.

## Leben und Karriere
Alex Reid wuchs in der englischen Grafschaft Cornwall auf. Sie nahm Schauspielunterricht an der Londoner Webber Douglas Academy of Dramatic Art.
2005 spielte Reid die Rolle der Beth im britischen Horror-Thriller The Descent – Abgrund des Grauens und verkörperte diese abermals in dessen Fortsetzung The Descent 2 – Die Jagd geht weiter (2009).
Von 2009 bis 2011 war sie in 8 Episoden der Fantasy-Serie Misfits als Sozialarbeiterin Sally zu sehen. In der Netflix-Produktion Unorthodox übernahm sie 2020 die Rolle der Leah Mandelbaum Schwarz.

## Filmografie (Auswahl)
- 2001: Relic Hunter – Die Schatzjägerin (Relic Hunter, Fernsehserie, Folge 2x19)
- 2001: Arachnid
- 2001: Last Orders
- 2001: Summer Rain
- 2002–2003: Ultimate Force (Fernsehserie, 11 Folgen)
- 2003: Blue Drove (Miniserie)
- 2004: Casualty (Fernsehserie, Folge 19x10)
- 2005: Honeymooners (The Honeymooners)
- 2005: The Descent – Abgrund des Grauens (The Descent)
- 2005: The Government Inspector (Fernsehfilm)
- 2006: Sorted (Fernsehserie, Folge 1x03)
- 2006: Wilderness
- 2007: Speed Dating
- 2007: Mobile (Miniserie, Folge 1x02)
- 2007: Life on Mars – Gefangen in den 70ern (Life on Mars, Fernsehserie, 1 Folge)
- 2007: The Tailor (Kurzfilm)
- 2007: The Midnight Drives
- 2007: Jetsam
- 2008: Love Me Still
- 2009: One Hundred Mornings
- 2009: The Descent 2 – Die Jagd geht weiter (The Descent – Part 2)
- 2009–2011: Misfits (Fernsehserie, 8 Folgen)
- 2011: Pork (Kurzfilm)
- 2012: The Facility
- 2013: To the Sea (Kurzfilm)
- 2014: I Am Soldier
- 2015: Vera – Ein ganz spezieller Fall (Vera, Fernsehserie, Folge 5x03)
- 2016: The Tunnel – Mord kennt keine Grenzen (The Tunnel, Fernsehserie, 2 Folge)
- 2018: A Beautiful Death (Kurzfilm)
- 2018: Collateral (Miniserie, 2 Folgen)
- 2018: Urn (Kurzfilm)
- 2018: Silent Witness (Fernsehserie, 2 Folgen)
- 2019: The Bellwether
- 2019: Joanne (Kurzfilm)
- 2020: Unorthodox (Miniserie, 4 Folgen)
- 2021: Helo? (Kurzfilm)
- 2022: The Princess Film
- 2022: The Undeclared War (Fernsehserie, 2 Folgen)

## Videospiele
- 2017: Planet of the Apes: Last Frontier (Stimme Jess Ross)